# Furia (album)
Furia – wydany w 2000 ostatni solowy album gitarzysty zespołu Queen, Briana Maya. Zawiera ścieżkę dźwiękową do francuskiego filmu dramatycznego pod tym samym tytułem w reżyserii Alexandre’a Aja.

## Lista utworów
1. "Furia Theme - Opening Titles" (4:40)
2. "First Glance (Solo Flute)" (1:35)
3. "Landscape" (1:14)
4. "Tango" 'Cuesta Abajo'" (2:59)
5. "The Meeting (Solo Guitar)" (1:35)
6. "First Kiss" (2:03)
7. "Storm" (2:19)
8. "Phone" (1:07)
9. "Pirsuit" (3:45)
10. "Diner" (1:18)
11. "Apparition" (1:36)
12. "Arrest" (1:12)
13. "Father and Son" (1:34)
14. "Aaron" (0:49)
15. "Fire" (0:55)
16. "Gun (Solo Violin)" (1:55)
17. "Reggae: 'Bird in Hand'" (3:30)
18. "Killing" (1:13)
19. "Escape" (1:50)
20. "Go On" (2:19)
21. "Dream of Thee" (4:36)

Bonus:
1. "Alternative Gun" (1:33)

## Muzycy i technicy
- Brian May – autor utworów, aranżacje, produkcja; wokal, gitary i programowanie keyboardów
- Justin-Shirley Smith – ko-producent i inżynier
- Michael Reed – orkiestra (London Musical Ochestra; dyrygent - Michael Reed)
- Phillipa Davies – flety solo
- Rolf Wilson – pierwsze skrzypce
- Dave Lee – rogi solo
- Emily May – wokal udający wycie duchów
- Dick Lewzey – inżynier dźwięku orkiestry
- Erik Jordan – asystent inżyniera
- Sylvia Addison – utrwalacz
- Richard Ihnatowicz – przepisywacz
- Kevin Meltcafe i Gordon Vicary – masterowanie dźwięku w Londynie
- Richard Gray – projektant okładki
- Jerome Trabois – ilustracja na przodzie okładki
- Alexandre Aja – Reżyser i producent filmu

"Tango: Cuesta Abajo" napisał Carlos Garder, wykonał Manuel Cedron;
"Bird In Hand" napisał Lee Scratch Perry; wykonał zespół The Uppseters
Informacja na wkładce: Wyrazy szacunku dla Julia Cortázara, autora noweli Graffiti